# Čirč
Čirč (hongrois : Csércs) est un village de Slovaquie situé dans la région de Prešov.

## Histoire
Première mention écrite du village en 1773.

## Démographie

### Évolution de la population
| Année:               | 1994. | 2004.    | 2014.   | 2024.    |
| -------------------- | ----- | -------- | ------- | -------- |
| Nombre de personnes: | 1014  | 1155     | 1259    | 1437     |
| Différence:          |       | +13,90 % | +9,00 % | +14,13 % |

| Année:               | 2023. | 2024.   |
| -------------------- | ----- | ------- |
| Nombre de personnes: | 1410  | 1437    |
| Différence:          |       | +1,91 % |